# Dendronephthya padavensis
Dendronephthya padavensis är en korallart som beskrevs av Henderson 1909. Dendronephthya padavensis ingår i släktet Dendronephthya och familjen Nephtheidae. Inga underarter finns listade i Catalogue of Life.